# Tauragėský kraj
Tauragėský kraj (litevsky Tauragės apskritis) leží ve středu a na západě země. Hlavní město kraje: Tauragė. Kraj sousedí na jihu s teritorií Kaliningradské oblasti a s Marijampolským krajem, na západě s Klaipėdským a na severu s Telšiaiským krajem, Šiauliaiským a Kaunaským krajem.

## Okresy (savivaldybės) v kraji
V Tauragėském kraji jsou 4 administrativní celky na úrovni okresu (savivaldybės):
- Okres Tauragė
- Okres Šilalė
- Okres Jurbarkas
- Okres Pagėgiai - samosprávný celek na úrovni okresu, avšak označený ne jako okres, ale jako "samospráva" (savivaldybė).

## Města a obce
V kraji je 7 měst (seřazena podle velikosti):
1. Tauragė,
2. Jurbarkas,
3. Šilalė,
4. Pagėgiai,
5. Skaudvilė,
6. Smalininkai,
7. Panemunė;

21 městysů;
kolem 1200 vsí.

## Mezinárodní spolupráce
- Velkopolské vojvodství, Polsko
- Okres Velikij Usťug, Rusko
- Kaliningradská oblast, Rusko
- Varmijsko-mazurské vojvodství, Polsko
- Ternopilská oblast, Ukrajina